# Ser (película)
Ser es una película mexicana dramática de 2010 y el primer largometraje de la directora sonorense Carolina Duarte. Filmado en su mayoría en la Sierra de Sonora, principalmente Yécora y la capital del estado. Se estrenó en el Primer Festival de Cine del Desierto que se llevó a cabo a en la ciudad de Hermosillo en 2010.
El largometraje ha formado parte de festivales de cine nacionales e internacionales; en el año 2012 se presentó en el Festival de Cine de Marbella siendo la única película que representó a México en esa edición.
Con un presupuesto ajustado, la película "Ser" pudo ser realizada gracias al apoyo de diversas instituciones municipales y estatales. Obtuvo buena crítica por parte del público sonorense, iniciando el movimiento de directores y actrices de la región.

## Sinopsis
La película trata sobre Miguel, un joven que vive en un pequeño y tranquilo pueblo de la sierra del norte de México, donde la mayoría de la gente se dedica a la actividad forestal, cada día es igual y nada ha cambiado durante muchos años. 
Un día, después de una larga jornada de trabajo, Miguel conoce a un excéntrico empresario que llega de la ciudad a festejar el cumpleaños de su sobrino Carlos. Este encuentro incita a Miguel a buscar algo más. Miguel, con imaginación y talento para escribir, se enfrenta a los obstáculos y a la actitud de la gente de un pueblo conformista, luchando por cumplir su sueño de ser escritor.

## Reparto
- Daniel Almeida como Miguel
- América Barrón como Laura
- Alicia Encinas como Bertha
- Rodolfo Figueroa como Alberto
- Pablo García como Armando
- Alfonso Marín como Jefe del aserradero
- Galda E. Ortiz como Patron Restaurante
- Marco Rábafox como Carlos

## Presentaciones
- Selección oficial en Marbella International Film Festival 2012.
- Selección oficial en Viña de Oro Fresno International Film Festival 2012.
- Selección oficial en Arizona Film Festival 2012.
- Selección oficial en Festival Internacional de Cine Álamos Mágico 2011.
- Selección official en Stepping Stone Film Festival 2010.
- Selección oficial en Festival de Cine en el Desierto 2010.